# Os, Hordaland
lat_seclon_seclon_minlat_deglon_deglat_min
Os je občina v administrativni regiji Hordaland na Norveškem. Sedež je v vasi Osøyro, ki je tudi gospodarsko središče občine. V začetku leta 2008 je tu živelo 16.055 prebivalcev. Nekaj manj kot polovica zaposlenih se vozi v službo v bližnji Bergen.